# Camserney Longhouse
Das Camserney Longhouse ist ein Wohngebäude nahe der schottischen Ortschaft Aberfeldy in der Council Area Perth and Kinross. 1971 wurde das Bauwerk in die schottischen Denkmallisten zunächst in der Kategorie B aufgenommen. Die Hochstufung in die höchste Denkmalkategorie A erfolgte 2008.

## Geschichte
Das Langhaus wurde im frühen oder mittleren 18. Jahrhundert errichtet. Es gehört zu einem zeitgenössischen Bautyp landwirtschaftlicher Behausungen in Schottland, der nur selten bis heute erhalten ist. Stallung und Wohngebäude waren räumlich abgetrennt unter einem Dach vereint. Um 1800 wurde das Camserney Longhouse umgestaltet, um Platz für zwei Wohnungen zu bieten. Die letzten Bewohner zogen im Laufe der 1950er Jahre aus. 1992 und 1997 wurde das Gebäude restauriert. Hierbei wurde auch das Dach in seinen Ursprungszustand zurückversetzt.

## Beschreibung
Das Gebäude steht in einem Weiler rund 3,5 Kilometer westlich von Aberfeldy. Es zählt zu den wenigen erhaltenen Cruck-Häusern in Schottland, das zudem noch mit Reet gedeckt ist.
Das längliche Gebäude weist eine Länge von 22 Metern bei einer Breite von 5,2 Metern auf. Sechs Crucks spannen den Dachstuhl des sieben Achsen weiten Gebäudes auf. In das Mauerwerk aus grobem Bruchstein sind vierteilige Sprossenfenster eingelassen. Der Ostgiebel wurde im Zuge der Restaurierung vollständig neu aufgebaut.
Es grenzt ein ehemaliger Lagerschuppen für Torf an. Der große, längliche Bruchsteinbau besitzt offene Stirnseiten. Drei Crucks spannen das Dach auf, das mit Wellblech belegt ist.